# Sala Bolognese
Pour les articles homonymes, voir Sala et Bolognese.
Sala Bolognese est une commune italienne de la ville métropolitaine de Bologne, dans la région Émilie-Romagne.

## Administration
| Période                                  | Période | Identité | Étiquette | Qualité |
| ---------------------------------------- | ------- | -------- | --------- | ------- |
|                                          |         |          |           |         |
| Les données manquantes sont à compléter. |         |          |           |         |

### Hameaux
Osteria Nuova

### Communes limitrophes
Anzola dell'Emilia, Argelato, Calderara di Reno, Castel Maggiore, Castello d'Argile, San Giovanni in Persiceto